# Tetraneura pumilae
Tetraneura pumilae är en insektsart. Tetraneura pumilae ingår i släktet Tetraneura och familjen långrörsbladlöss. Inga underarter finns listade i Catalogue of Life.